# Rowland Winn (4e baron St Oswald)
Rowland Denis Guy Winn (19 septembre 1916 – 19 décembre 1984), 4e baron St Oswald, est un commandant honoraire de réserve (en 1950) et un homme politique conservateur britannique. Il est connu sous le nom de Lord St Oswald.

## Biographie
Rowland Winn est issu d’une très vielle famille de la noblesse anglaise du Yorkshire - son ancêtre fut roi de Northumbria (en 642) - dont la baronnie date de 1885. Il étudie à Stowe School, comté de Buckingham, puis à l'université de Bonn et de Fribourg-en-Brisgau.
En 1935-36, pendant la guerre d'Espagne, il est correspondant de l'agence Reuters puis pour The Daily Telegraph.
Soldat de 2e classe au King’s Own Yorkshire Light Infantry (K.O.Y.L.I.), il est nommé sous-lieutenant le 8 mars 1942 (LG du 9/06/42) au 8th (King's Royal Irish) Hussars.
Promu lieutenant (grade de guerre) de l’armée blindée le 12 décembre 1942 (LG du 16/04/43) il sert en Afrique du Nord 1942 au sein de la 7e Division blindée britannique des "Rats du désert".
Commandant (grade de guerre) de la Force 136 du SOE en Asie du Sud-Est, il accompagne David Smiley dans sa mission en Thaïlande en 1945 ; il reçoit une citation (Mentioned in Despatch) le 7 novembre 1946 pour services courageux et distingués en Asie du Sud-Est au sein du SOE. (LG du 5/11/46).
Le lieutenant de réserve Winn est nommé commandant honoraire le 1er janvier 1949 (LG du 26/12/50).
Capitaine de réserve, il combat en Corée en 1950-51 avec son régiment, le 8th (King's Royal Irish) Hussars. Il est décoré le 29 avril 1952 de la Croix militaire pour bravoure et services distingués en Corée entre le 1er juillet et le 31 décembre 1951 (LG du 29/04/52) et reçoit également la croix de guerre des Théâtres d'opérations extérieurs française.
Selon Xan Fielding, lors de l’affaire du Yémen, dans les années soixante, Neil McLean constitue un cabinet fantôme de personnalités de la droite conservatrice et pro-impérialiste où l’on retrouve le fils de Macmillan, Maurice, Rowland Winn et Sir Hugh Fraser (1918-1984, MBE-1945), homme politique conservateur, ancien officier des Lovat Scouts, ancien agent du MI6 et secrétaire d’état à l’Air en 1962-64.
Winn est député européen de 1973 à 1979.
De 1967 à 1984, il est aussi colonel honoraire d'un régiment de l'Armée territoriale du Northumbrian.
Il a reçu les décorations suivantes : Chevalier de l'Ordre de Léopold de Belgique (avec palme) et Croix de Guerre belge avec palme (1951), Chevalier de la Légion d'honneur et Croix de Guerre avec palme (1945), Grand Croix de l'Ordre Polonia Restituta (Pologne-1977), Grand Croix de l'Ordre d'Isabelle la Catholique (Espagne-1980).
Cité dans La grande trahison de Nicholas Bethell, Commandos de choc en Indochine de Erwan Bergot, Irregular Regular de David Smiley et Opérations spéciales : 20 ans de guerres secrètes de Jean Sassi.
Remarque : le prieuré de Nostell est Trésor national britannique depuis 1957.

## Œuvres
Lord Highport Dropped at Dawn (1949), My Dear It's Heaven (1950), Carmela (1954)

## Sources et Bibliographie
- Biographie synthétique sur site consacré à la noblesse
- Photographie sur un autre site consacré à la noblesse
- Photographié en 1984, au centre avec des cannes
- Colonel David Smiley Au cœur de l’action clandestine. Des Commandos au MI6, L’Esprit du Livre Éditions, 2008  (ISBN 978-2-915960-27-3), avec un cahier de photographies. Traduction de (en) Irregular Regular, Michael Russell, Norwich, 1994  (ISBN 0 85955 202 0). Les mémoires d'un officier du SOE en Albanie en 1943-44 puis du SOE en Asie du Sud-Est et enfin du MI6 après guerre (Pologne, Albanie, Oman, Yémen).
- Erwan Bergot Commandos de choc en Indochine. Les Héros oubliés, Grasset, 1975. Winn et Peter Kemp y sont cités.
- Claude Faure Aux Services de la République, du BCRA à la DGSE, Fayard, 2004. Dans le chapitre 10, l’auteur analyse la politique américaine en Asie en 1945, en conflit avec celles de la France et de la Grande-Bretagne. L'opposition entre l'équipe de David Smiley et Peter Kemp et les hommes de Bank est rapportée.
- Colonel Jean Sassi, en collaboration avec Jean-Louis Tremblais, Opérations spéciales : 20 ans de guerres secrètes, Éditions Nimrod, 2009,  (ISBN 978-2-915243-17-8). Cahier photos. Winn et Peter Kemp y sont cités.
- (en) E. Bruce Reynolds Thailand’s Secret War. The Free Thai, OSS, and SOE during World War II, Cambridge University Press, 2004. Ce livre détaille notamment les opérations de la Force 136 en Asie. Extraits en ligne
- Nicholas Bethell La grande trahison, Flammarion, 1985
- (en) La London Gazette, le journal officiel britannique pour les dates des nominations, promotions et décorations
- Le prieuré de Nostell